# Grand Prix moto des États-Unis 2006
Le Grand Prix moto des États-Unis 2006 est la onzième manche du championnat du monde de vitesse moto 2006. La compétition s'est déroulée du 21 au 23 juillet 2006 sur le Mazda Raceway Laguna Seca.
C'est la 13e édition du Grand Prix moto des États-Unis et la 10e édition comptant pour les championnats du monde.
Seules les MotoGP ont participé à cette course.

## Course MotoGP
| ligne     | pilote 1                  | pilote 2                 | pilote 3                    |
| --------- | ------------------------- | ------------------------ | --------------------------- |
| 1re ligne | Chris Vermeulen Australie | Colin Edwards États-Unis | Kenny Roberts Jr États-Unis |
| 2e ligne  | Daniel Pedrosa Espagne    | John Hopkins États-Unis  | Nicky Hayden États-Unis     |
| 3e ligne  | Casey Stoner Australie    | Shinya Nakano Japon      | Marco Melandri Italie       |
| 4e ligne  | Valentino Rossi Italie    | Carlos Checa Espagne     | Toni Elias Espagne          |
| 5e ligne  | Loris Capirossi Italie    | Makoto Tamada Japon      | Randy De Puniet France      |
| 6e ligne  | Sete Gibernau Espagne     | Alex Hofmann Allemagne   | James Ellison Royaume-Uni   |
| 7e ligne  | José Luis Cardoso Espagne |                          |                             |

### Classement final MotoGP
| Pos. | No | Pilote             | Moto     | Tours | Temps/Écart     | Départ | Points |
| ---- | -- | ------------------ | -------- | ----- | --------------- | ------ | ------ |
| 1    | 69 | Nicky Hayden       | Honda    | 32    | 45 min 04 s 867 | 6      | 25     |
| 2    | 26 | Daniel Pedrosa     | Honda    | 32    | +3 s 186        | 4      | 20     |
| 3    | 33 | Marco Melandri     | Honda    | 32    | +10 s 929       | 9      | 16     |
| 4    | 10 | Kenny Roberts, Jr. | KR211V   | 32    | +11 s 941       | 3      | 13     |
| 5    | 71 | Chris Vermeulen    | Suzuki   | 32    | +27 s 439       | 1      | 11     |
| 6    | 21 | John Hopkins       | Suzuki   | 32    | +38 s 820       | 5      | 10     |
| 7    | 7  | Carlos Checa       | Yamaha   | 32    | +44 s 825       | 11     | 9      |
| 8    | 65 | Loris Capirossi    | Ducati   | 32    | +48 s 526       | 13     | 8      |
| 9    | 5  | Colin Edwards      | Yamaha   | 32    | +53 s 228       | 2      | 7      |
| 10   | 15 | Sete Gibernau      | Ducati   | 32    | +1 min 06 s 279 | 16     | 6      |
| 11   | 6  | Makoto Tamada      | Honda    | 32    | +1 min 11 s 941 | 14     | 5      |
| 12   | 17 | Randy de Puniet    | Kawasaki | 32    | +1 min 14 s 407 | 15     | 4      |
| 13   | 77 | James Ellison      | Yamaha   | 32    | +1 min 19 s 283 | 18     | 3      |
| 14   | 66 | Alex Hofmann       | Ducati   | 32    | +1 min 41 s 277 | 17     | 2      |
| 15   | 24 | Toni Elías         | Honda    | 31    | +1 tour         | 12     | 1      |
| 16   | 30 | José Luis Cardoso  | Ducati   | 31    | +1 tour         | 19     |        |
| Abd. | 46 | Valentino Rossi    | Yamaha   | 30    | Abandon         | 10     |        |
| Abd. | 56 | Shinya Nakano      | Kawasaki | 15    | Abandon         | 8      |        |
| Abd. | 27 | Casey Stoner       | Honda    | 14    | Abandon         | 7      |        |